# RADIO NEXT DOOR
RADIO NEXT DOOR（レディオ・ネクスト・ドア）は、JFN系列で放送されていたラジオ番組。GIRL NEXT DOORのメンバー3人がDJをつとめる。
2010年4月7日に放送開始し、2011年3月31日に放送終了（開始日はFM OSAKAでの放送日、終了日はふくしまFMでの放送日）。
2011年4月より『らじネクDX』と改題し、ネットを拡大して放送する。 

## コーナー
- ラジネク室 ･･･ GIRL NEXT DOORへの質問・恋愛相談などを受け付ける。
- 女優・千紗 ･･･ リスナーからボーカル千紗に言ってほしいセリフを募集。
- ケータイメール・最初の文章 ･･･ メンバー鈴木大輔が考案。毎回あるテーマを出し、そのテーマで携帯メールをうつときに1回目に書くような内容を募集。メンバーの井上裕治が判定する。
- GNB ･･･ GNBとは「ガールネクストドア・二択問題・バトル」の略。リスナーに2択問題を出してもらいメンバーがそれに対して熱いトークを行う。

## ネット局
- FM OSAKA - 毎週水曜日20:00～20:30
- ふくしまFM - 毎週木曜日21:00～21:30